# イエス教長老会平安教会
イエス教長老会平安教会（イエスきょうちょうろうかいへいあんきょうかい）は、韓国の大韓イエス教長老会合同派傘下の世界宣教会（GMS）から派遣された李丁五宣教師により、1987年9月29日、大阪に開拓されたカルバン派の単立教会である。近畿福音放送伝道協力会に加入（当会、上山武志牧師は近畿福音放送伝道協力会のラジオ牧師）。
イエス教長老会平安教会の信条

１．新旧約聖書を原典とし、これを如何なる誤りもない、神の霊感のもとで書かれた神の御言であり、人間の救いに関する神の御心を完全に啓示しており、全てのキリスト者の信仰と生活を規範する、神的、且つ、究極的権威であることを信じる。
２．万物の創造主であり、無限で完全であり、父、子、聖霊の三人格において永遠に存在される三位一体なる唯一の神を信じる。
３．イエスキリストは、聖霊によって身籠られ、処女マリアより生まれた真の神であり、且つ、真の人間であること、また、聖書に記されているとおり、十字架上でわたしたちの罪の購いのために、己を全き犠牲として神に捧げられたことを信じる。
４．聖霊は、その御業によって、主イエスキリストに栄光を帰し、現在の時代においては、人々に罪を認めさせ、主イエスキリストを信じる罪人を新生させ、敬虔な生活と奉仕のために信者の内に宿り、信者を導き、教え、力づけるということを信じる。
５．人間は、神のかたちに創られたが、罪を犯し堕落したために、神のかたちを失ってしまったこと、また、人間は聖霊による新生を通してのみ、救いと霊的生命が与えられることを信じる。
６．イエスキリストが血を流して死なれたこと、及び、死から復活されたことを信じることこそ、信じる者の義認と救いの唯一の礎であり、イエスキリストを信じて受け入れる者のみが、聖霊によって新生し、神の子となることを信じる。
７．水による洗礼、及び、主の聖餐が、現代の教会において守られるべき礼典であることを信じる。しかし、それらは、救いの手段と看做してはならない。
８．真の教会は、イエスキリストによる救いの信仰をもち、聖霊により新生し、その頭であるキリストの体に結ばれている人々によって構成されるものであることを信じる。
９．真の教会に属する者のみに、教会員の資格が付与されることを信じる。
10．イエスキリストが教会の主であり、頭であること、またすべての教会が、キリストの管下で、個々の務めを決定し、司る権利を持つことを信じる。
11．私たちの主イエスキリストご自身による再臨を信じる。主イエスキリストに対する祝福に満ちた望みは、信者の個人的生活と信仰に、重大なる意義を持つものであることを信じる。
12．死者の肉体の復活を信じる。信者は、主と共に永遠なる祝福と喜びのためによみがえり、信者でないものは、審判と永遠なる刑罰（それが信者でない者の意識から忘れられることはない）のためによみがえることを信じる。